# Кабелхорст
Кабелхорст (њем. Kabelhorst) општина је у њемачкој савезној држави Шлезвиг-Холштајн. Једно је од 36 општинских средишта округа Остхолштајн. Према процјени из 2010. у општини је живјело 437 становника. Посједује регионалну шифру (AGS) 1055023.

## Географски и демографски подаци
Кабелхорст се налази у савезној држави Шлезвиг-Холштајн у округу Остхолштајн. Општина се налази на надморској висини од 17 метара. Површина општине износи 5,7 km². У самом мјесту је, према процјени из 2010. године, живјело 437 становника. Просјечна густина становништва износи 76 становника/km².